# Rochefort-Samson
Rochefort-Samson – miejscowość i gmina we Francji, w regionie Owernia-Rodan-Alpy, w departamencie Drôme.
Według danych na rok 1990 gminę zamieszkiwały 744 osoby, a gęstość zaludnienia wynosiła 30 osób/km² (wśród 2880 gmin regionu Rodan-Alpy Rochefort-Samson plasuje się na 948. miejscu pod względem liczby ludności, natomiast pod względem powierzchni na miejscu 335.).